# Erysimum aitchisonii
Erysimum aitchisonii är en korsblommig växtart som beskrevs av Otto Eugen Schulz. Erysimum aitchisonii ingår i släktet kårlar, och familjen korsblommiga växter. Inga underarter finns listade i Catalogue of Life.